# Turystyka w Polsce

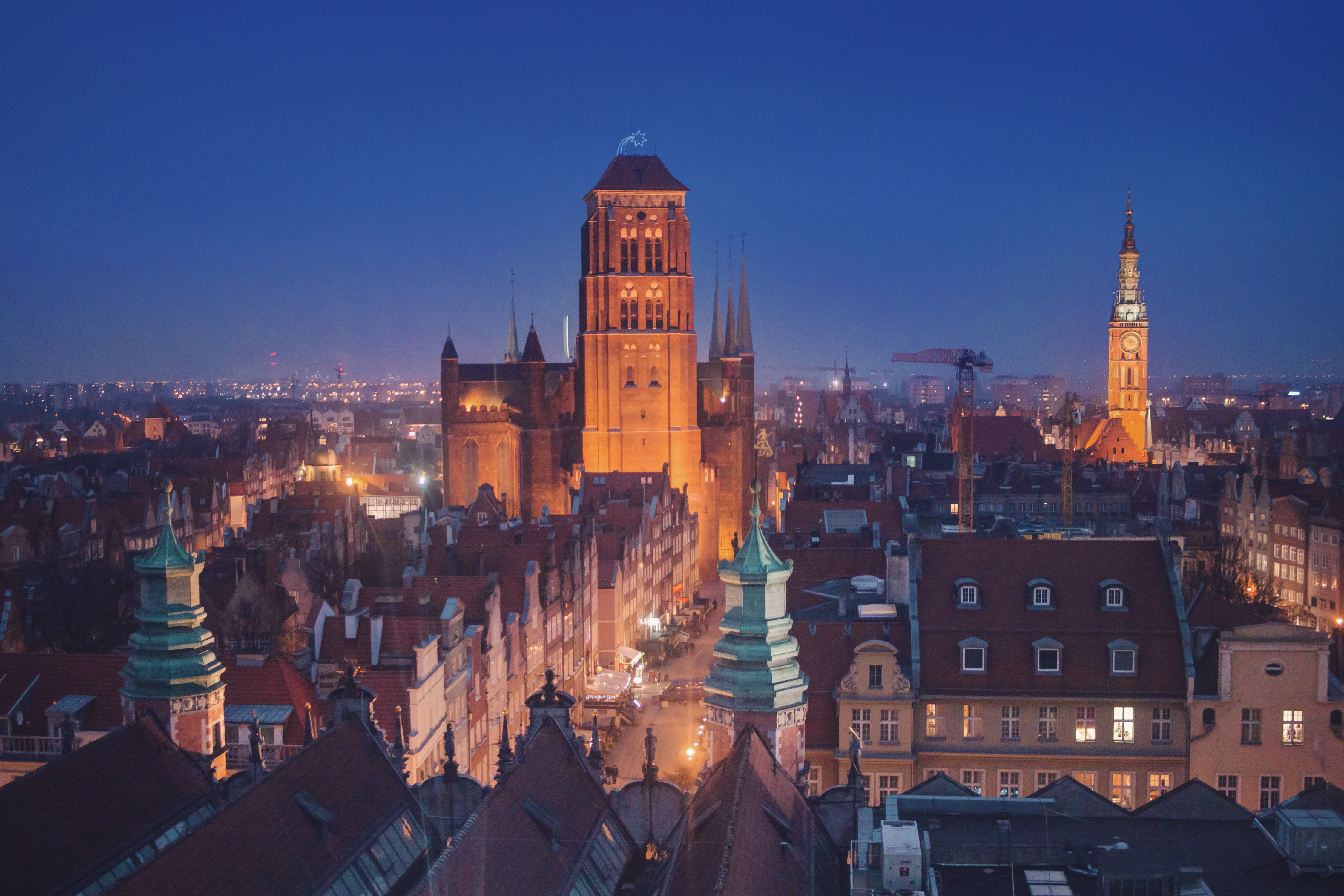
Gdańsk, Stare miasto

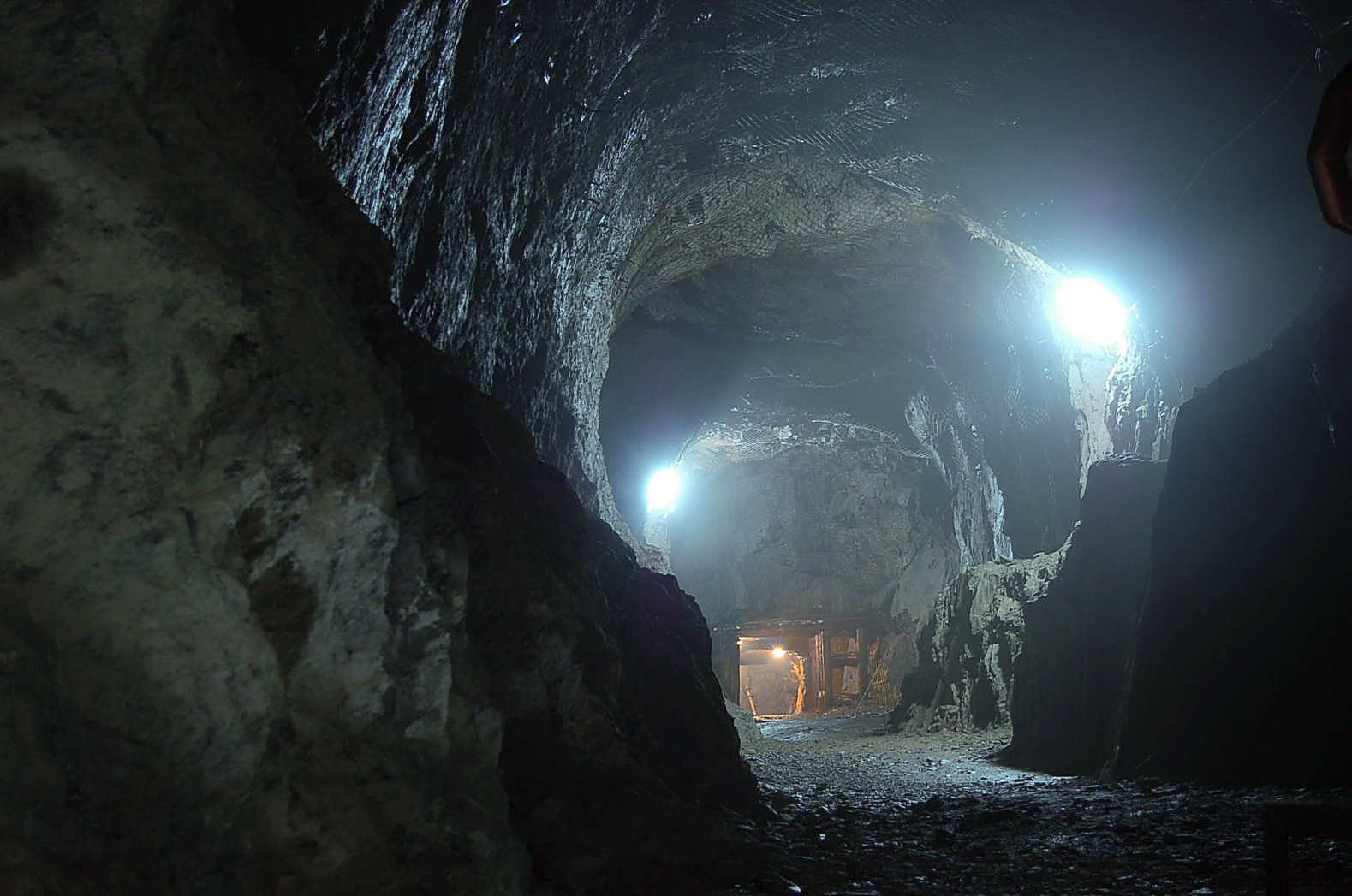
Sztolnia w kompleksie Riese

Polska jest częścią światowego rynku turystycznego z rosnącą liczbą odwiedzających, szczególnie po wstąpieniu Polski do Unii Europejskiej.
Do najpopularniejszych miejsc turystycznych należą: wybrzeże Morza Bałtyckiego, Pojezierze Mazurskie, Tatry (najwyższe pasmo górskie Karpat), Bieszczady Zachodnie, Sudety oraz Puszcza Białowieska. Na ofertę turystyczną Polski składają się zwiedzanie zabytków w miastach i poza miastami, np. tzw. pomników historii, a także turystyka biznesowa, agroturystyka, turystyka kwalifikowana, trekking, wspinaczka. W roku 2012 Polska była 17. najchętniej odwiedzanym przez turystów krajem na świecie (według Światowej Organizacji Turystyki).

## Historia
Pierwsi polscy turyści byli pielgrzymami podróżującymi do sanktuariów zarówno w Polsce, jak i za granicą. Rozwój komercyjnej turystyki rozpoczął się w XIX wieku. Najbardziej popularnymi regionami stały się góry, zwłaszcza Tatry. Był to również czas szybkiego pojawienia się kurortów głównie w Sudetach, Beskidach i wzdłuż wybrzeża Morza Bałtyckiego. Turystyka w Polsce rozkwitła po odzyskaniu przez Polskę niepodległości w 1918 roku. Pierwszy profesjonalny polski touroperator – Orbis powstał we Lwowie w roku 1920.
Sytuacja polityczna i gospodarcza w Polsce po II wojnie światowej spowodowała drastyczne zatrzymanie rozwoju turystyki. Dopiero po roku 1989 rynek turystyczny Polski zaczął się odradzać, a wstąpienie Polski do UE w roku 2004 oraz przystąpienie do układu z Schengen w 2007 wpłynęło na zdecydowane zwiększenie liczby turystów zagranicznych.
Według obliczeń Instytutu Turystyki w roku 2012 liczba przyjazdów do Polski wyniosła 67,4 miliona. 14,8 miliona z tej liczby to przyjazdy w celach turystycznych. W Polsce wpływy z turystyki w 2012 roku były o 16,3% większe niż w roku poprzednim
W roku 2014 w celach turystycznych Polskę odwiedziło 16 mln osób.
W 2016 liczba przyjazdów do Polski wyniosła 80,5 mln. 17,5 miliona z tej liczby to przyjazdy uznawane za turystyczne (z przynajmniej jednym noclegiem).
W listopadzie 2018 r. Polska zajęła 7 miejsce w Rankingu Turystyki Międzynarodowej „Tourism Rank”.

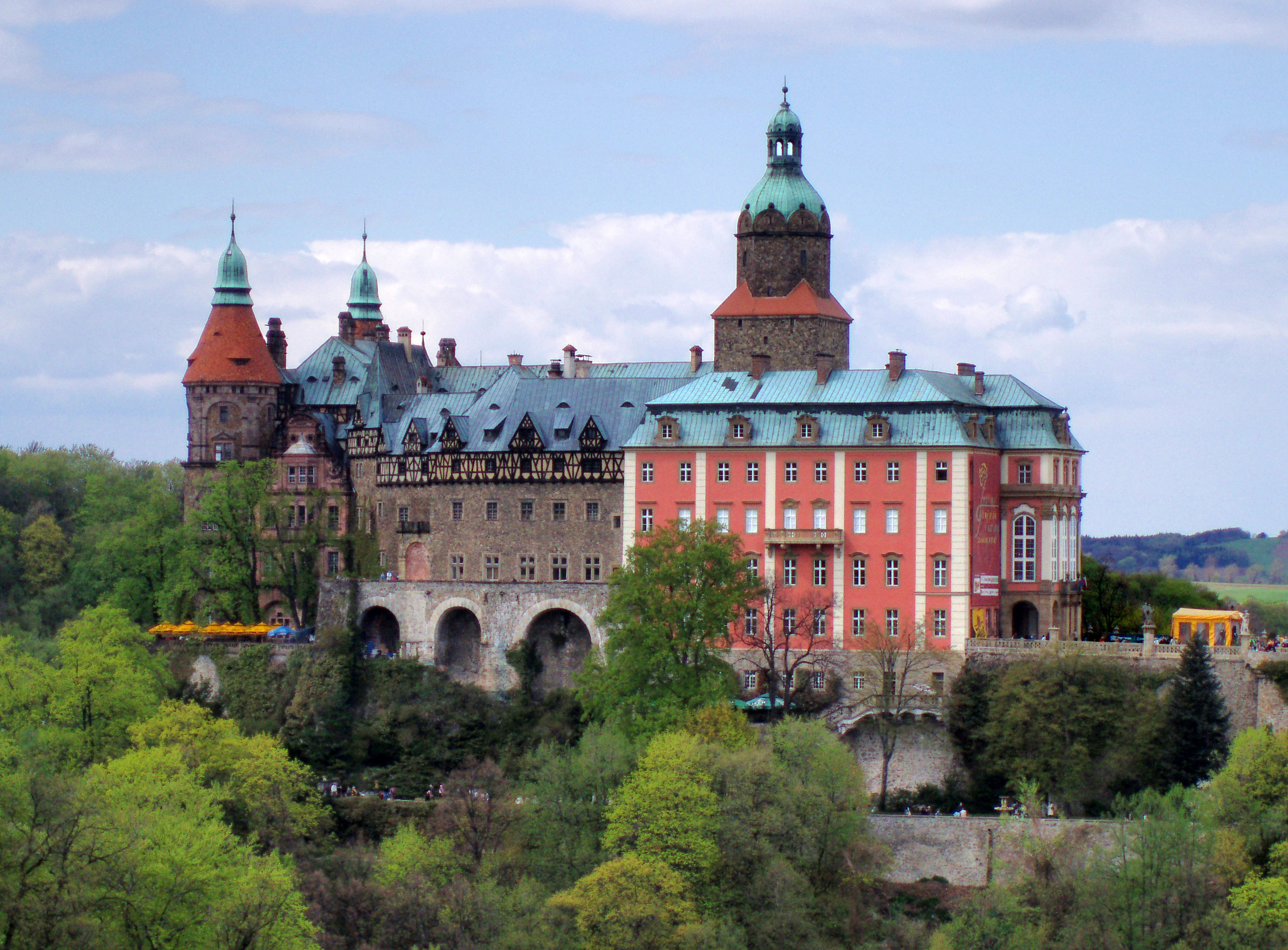
Zamek Książ w Wałbrzychu
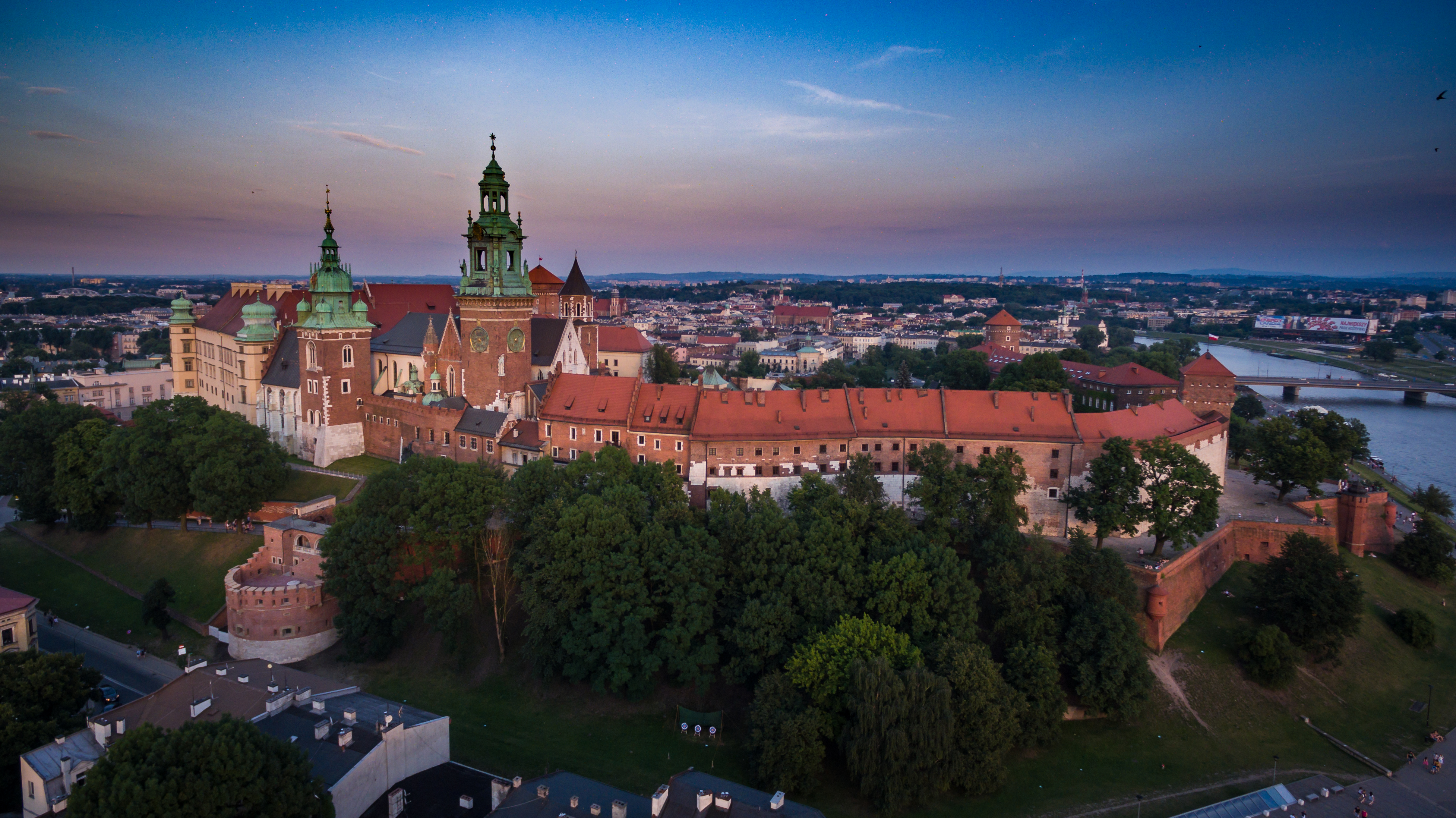
Zamek Królewski na Wawelu, Kraków
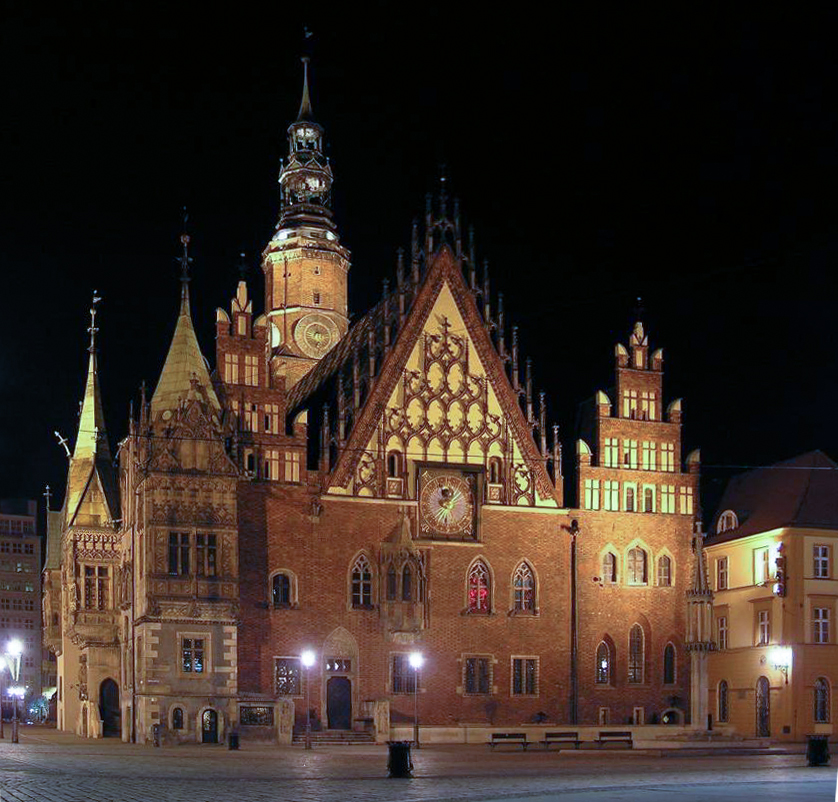
Stary Ratusz na wrocławskim Rynku
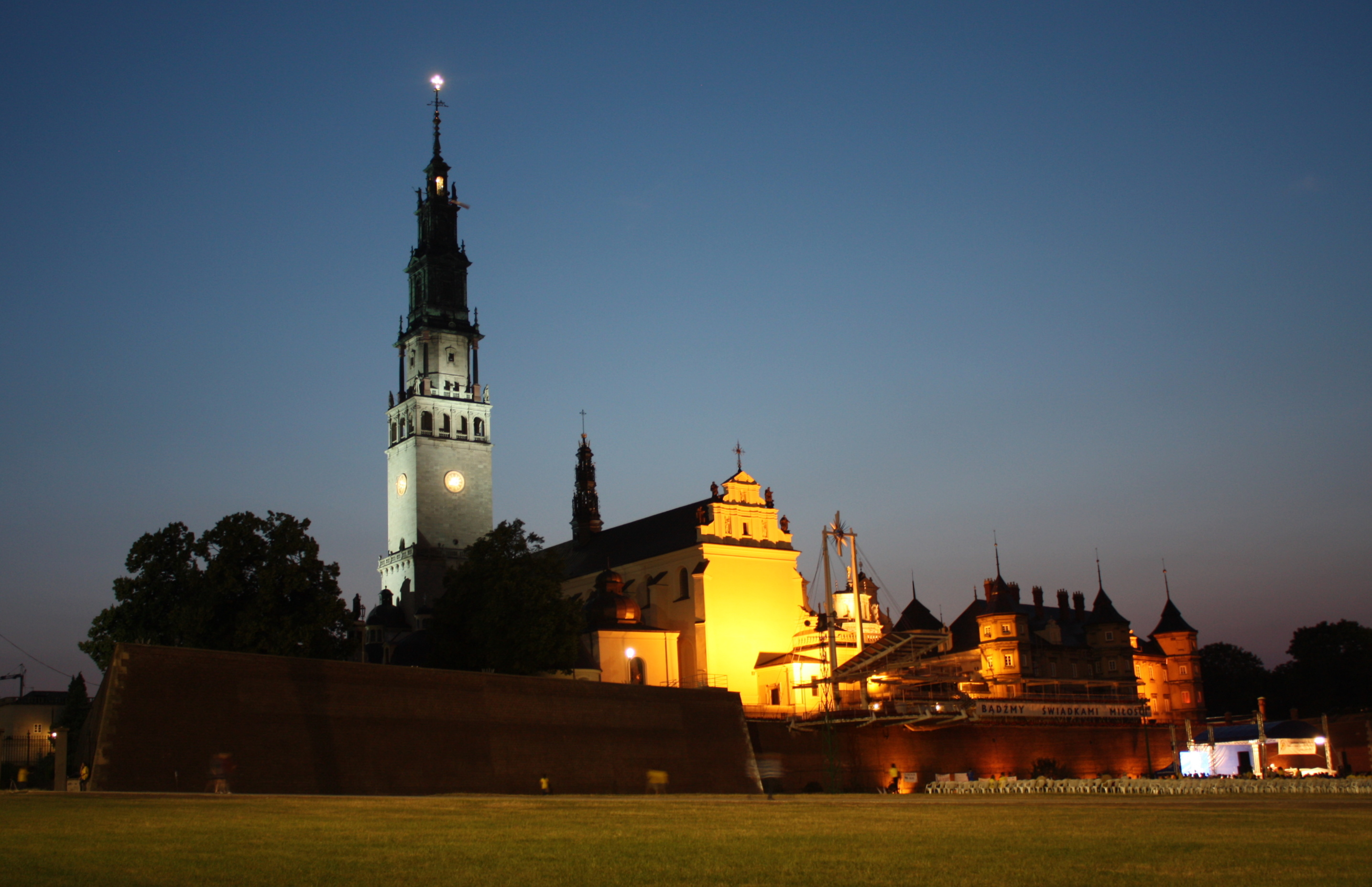
Zespół klasztorny na Jasnej Górze
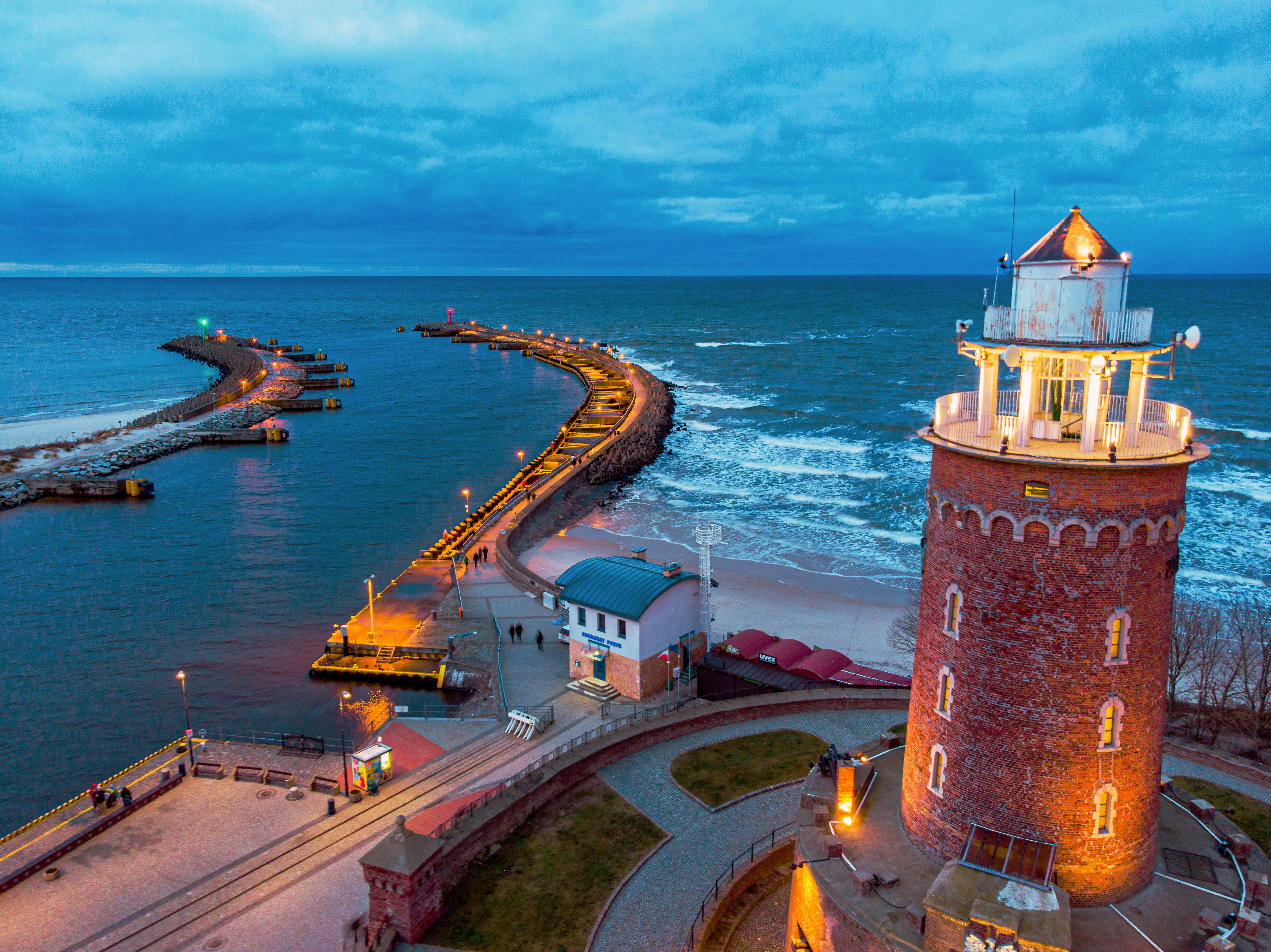
Kołobrzeg – historyczne miasto, port i uzdrowisko nad Morzem Bałtyckim

## Atrakcje turystyczne w Polsce

### Obiekty z listy światowego dziedzictwa UNESCO
- Stare Miasto w Krakowie

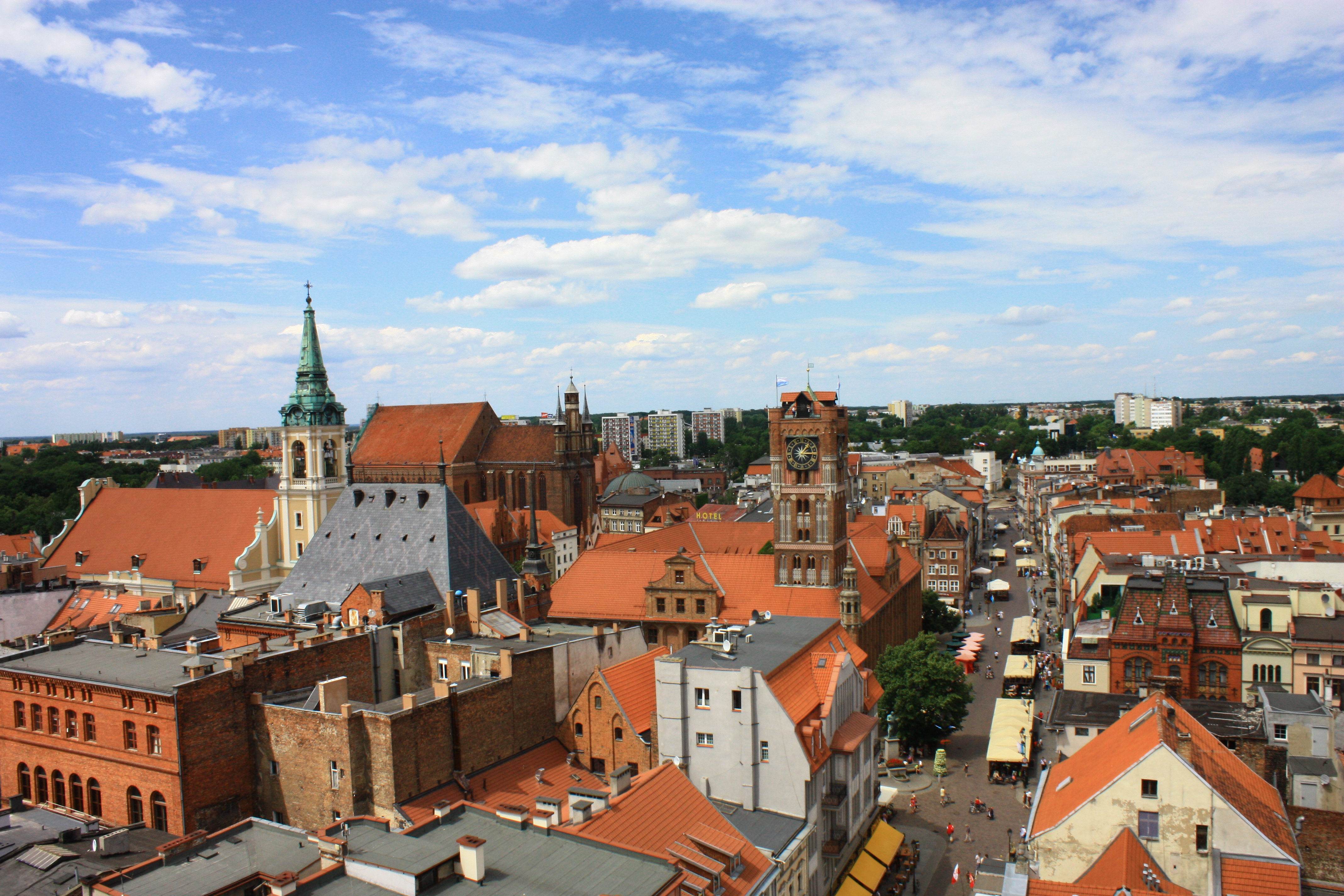
Fragment Starego Miasta w Toruniu wpisanego w 1997 roku na listę światowego dziedzictwa Kulturowego UNESCO

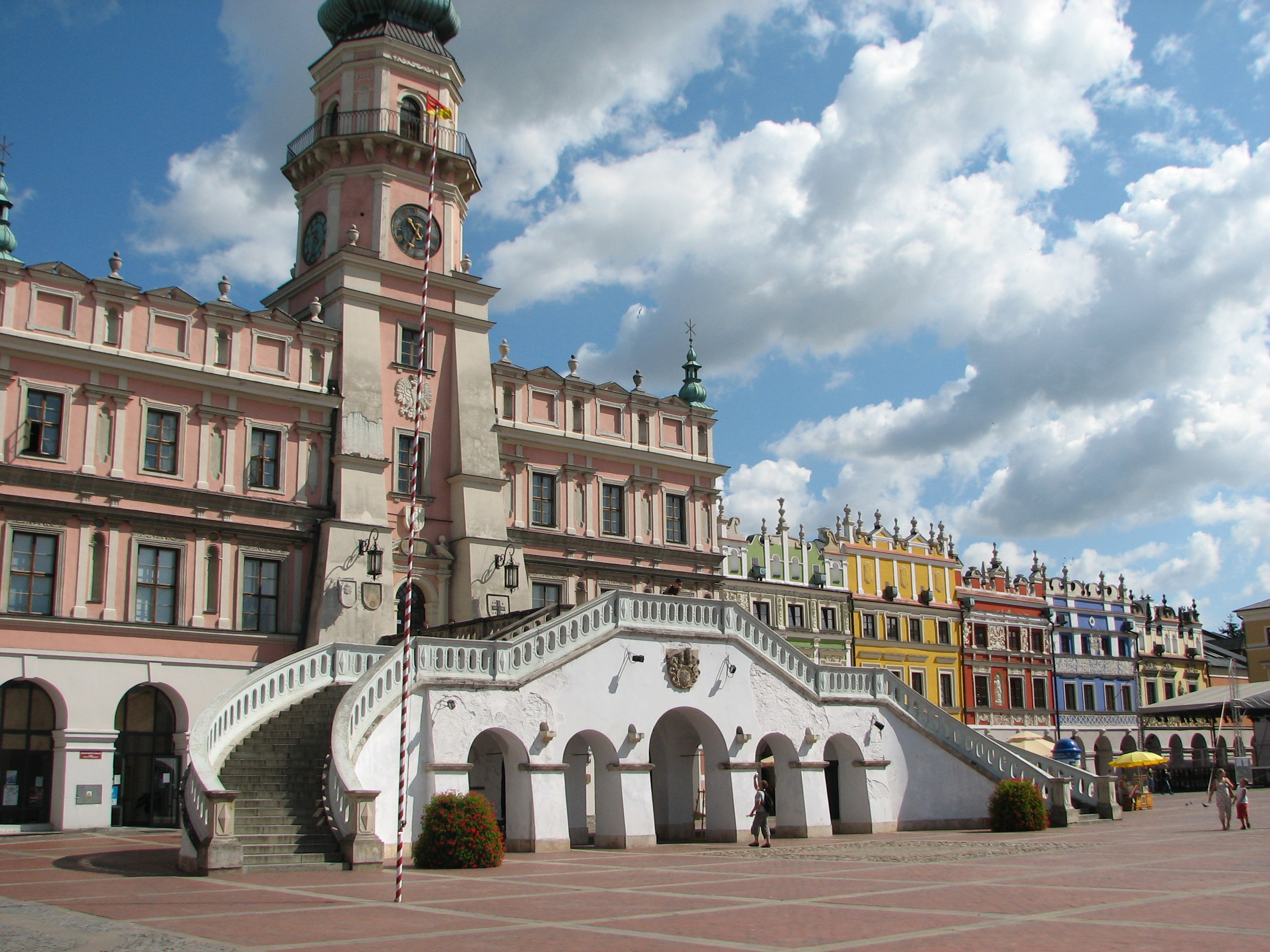
Rynek Wielki w Zamościu

- Królewskie Kopalnie Soli w Wieliczce i Bochni
- Auschwitz-Birkenau
- Białowieski PN
- Stare Miasto w Warszawie
- Stare Miasto w Zamościu
- Średniowieczny Zespół Miejski w Toruniu
- Zamek w Malborku
- Kalwaria Zebrzydowska
- Kościoły Pokoju w Jaworze i Świdnicy
- Drewniane kościoły południowej Małopolski
- Park Mużakowski
- Hala Stulecia we Wrocławiu
- Drewniane cerkwie regionu karpackiego
- Kopalnia rud ołowiu, srebra i cynku w Tarnowskich Górach oraz system gospodarowania wodami podziemnymi
- Krzemionkowski region pradziejowego górnictwa krzemienia pasiastego
- Pradawne i pierwotne lasy bukowe Karpat i innych regionów Europy

### Środowisko naturalne
Polska posiada zróżnicowane środowisko naturalne, które jest stosunkowo odporne na rozwój człowieka. Odwiedzający są przyciągani przez morze na północy i góry na południu. Wśród najbardziej popularnych miejsc odwiedzanych przez turystów są: Tatry z najwyższym polskim szczytem – Rysami oraz słynną Orlą Percią; Karkonosze, Góry Stołowe, Bieszczady, Pieniny, Puszcza Białowieska, Pojezierze Mazurskie i Woliński Park Narodowy.
Polska jest jednym z najbardziej zalesionych krajów w Europie. Lasy zajmują powierzchnię 9,1 mln ha, czyli 29,2% powierzchni kraju. Lasów w Polsce cały czas przybywa. Odpowiada za to Krajowy program zwiększania lesistości, zakładający wzrost lesistości do 30% w roku 2020 i do 33% w roku 2050. Największym kompleksem leśnym w Polsce są Bory Dolnośląskie. Z części terenów leśnych utworzono Leśne Kompleksy Promocyjne oferujące liczne atrakcje turystyczne, np. rezerwat przyrody Świdwie w Puszczy Wkrzańskiej (Puszcze Szczecińskie).

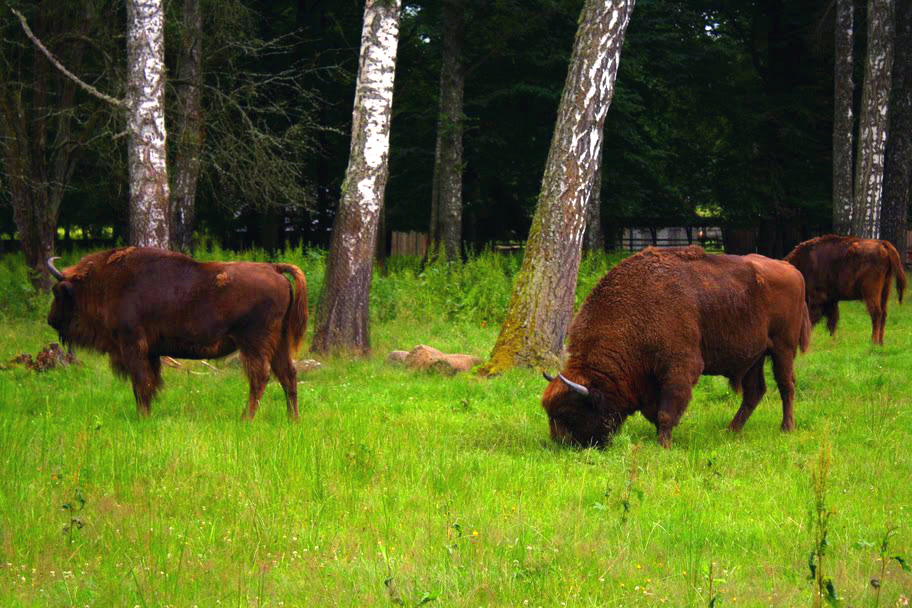
żubry w Puszczy Białowieskiej
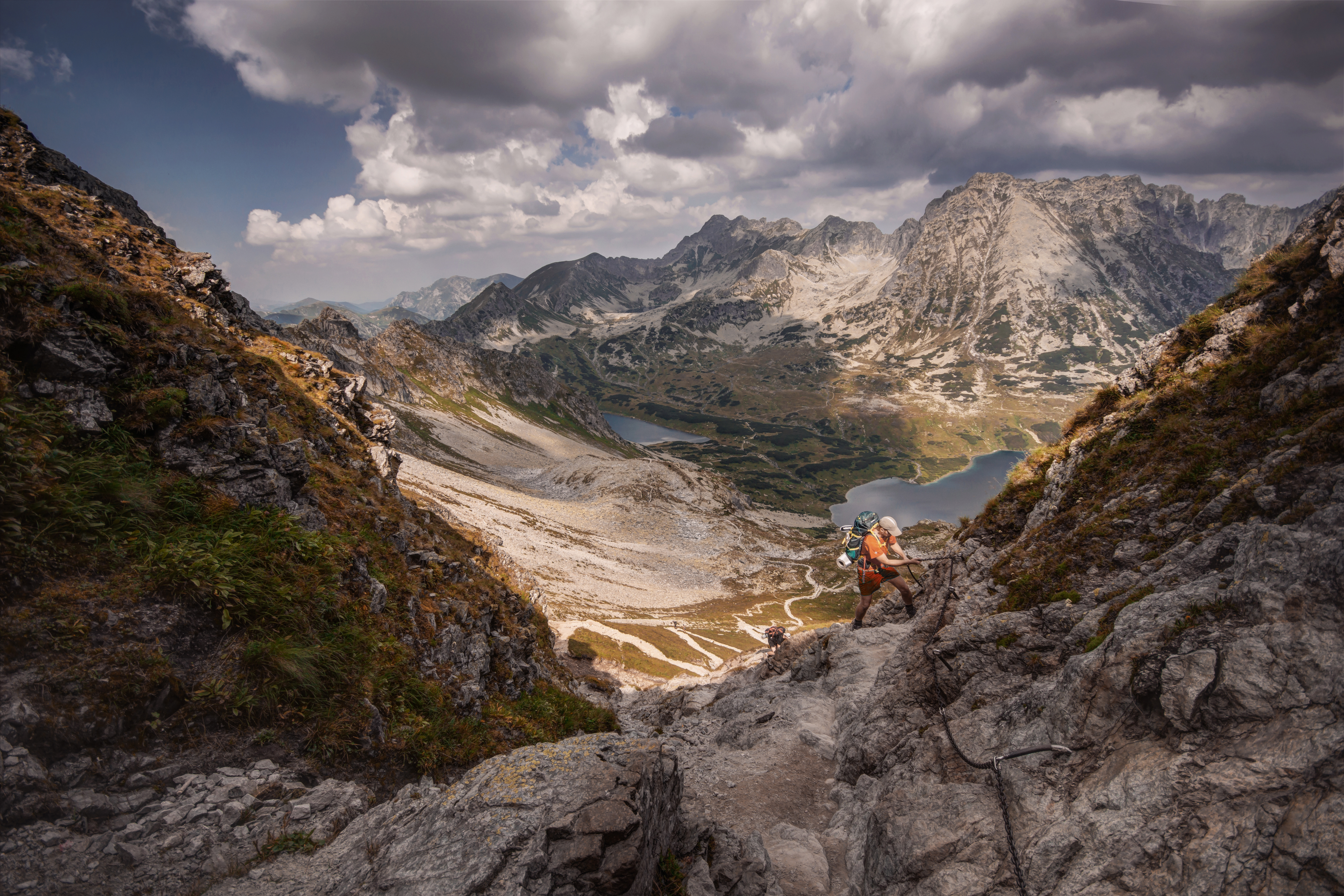
Tatry Łańcuchy na szlaku wiodącym na Szpiglasową Przełęcz, w tle Dolina Pięciu Stawów i Kozi Wierch
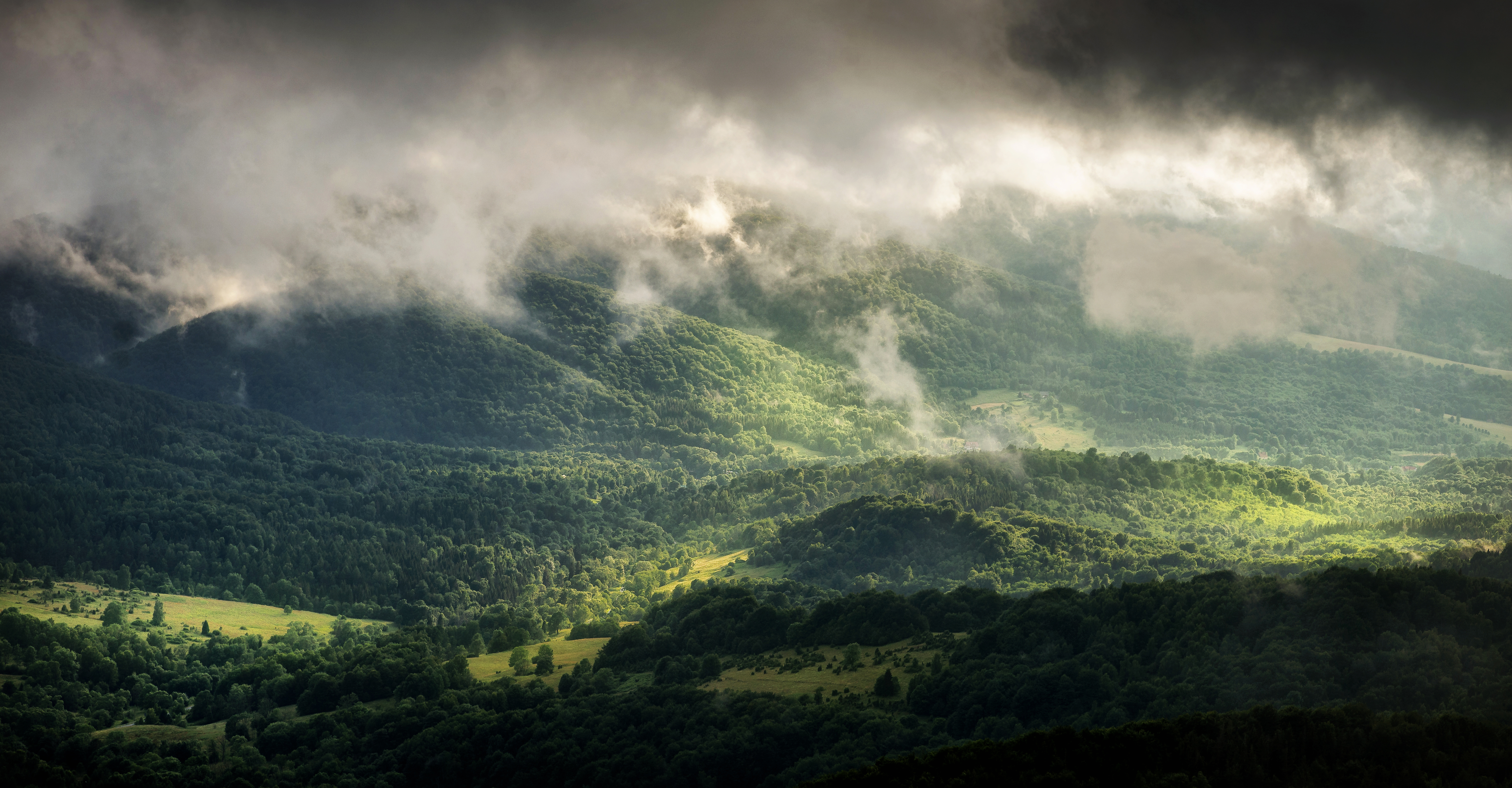
Bieszczadzki Park Narodowy
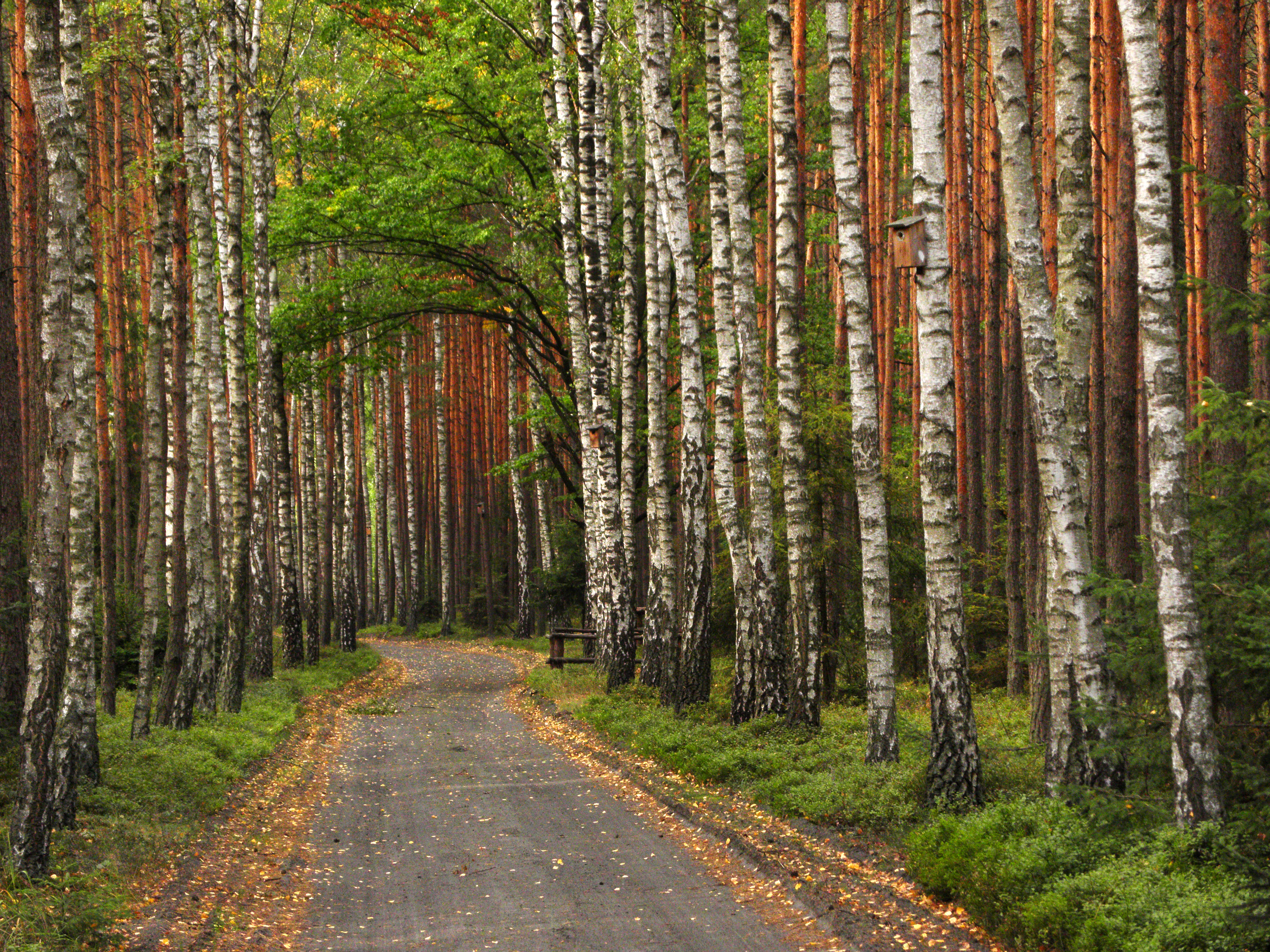
Stobrawski Park Krajobrazowy
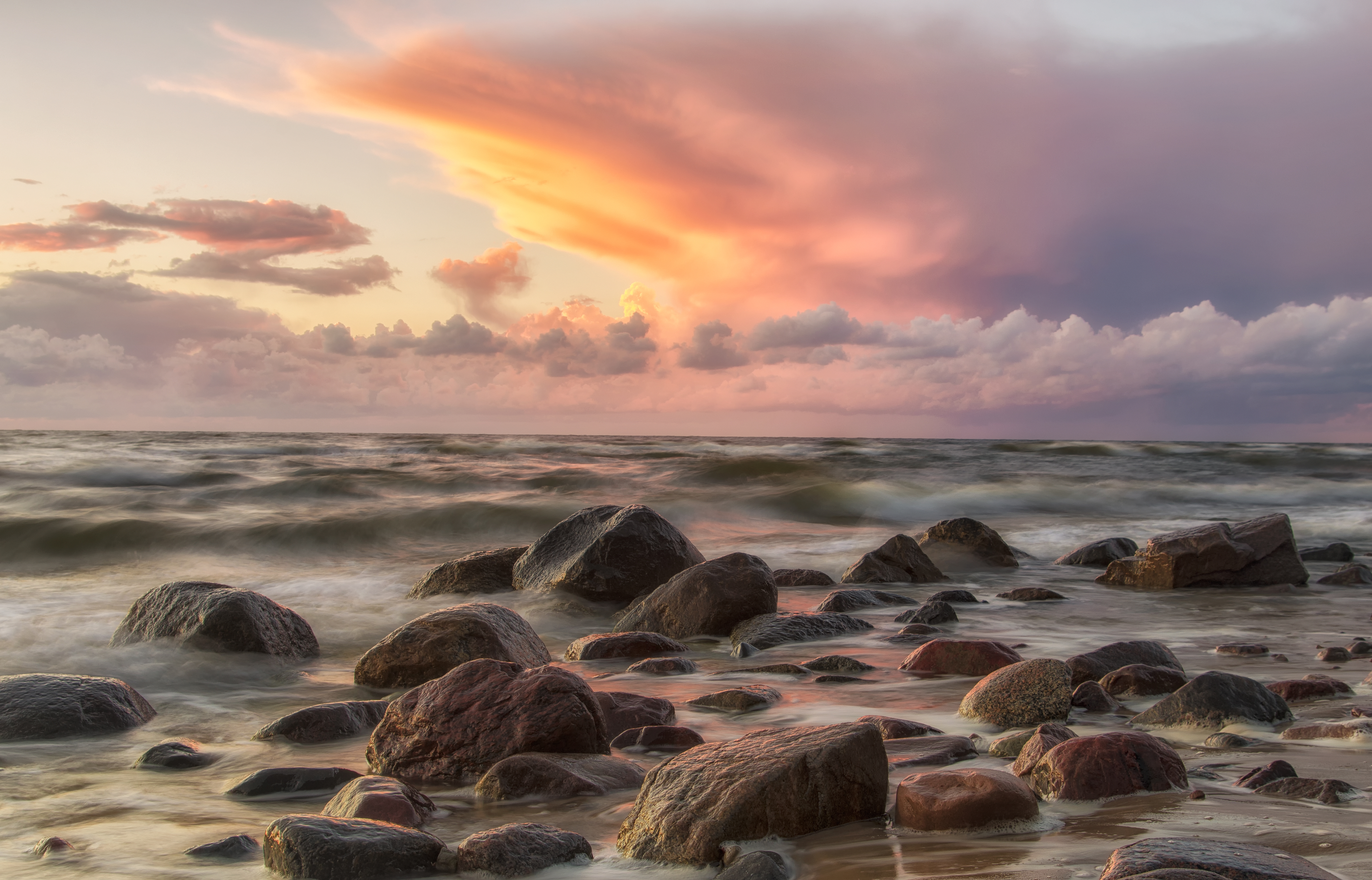
Woliński Park Narodowy

## Wydarzenia kulturalne

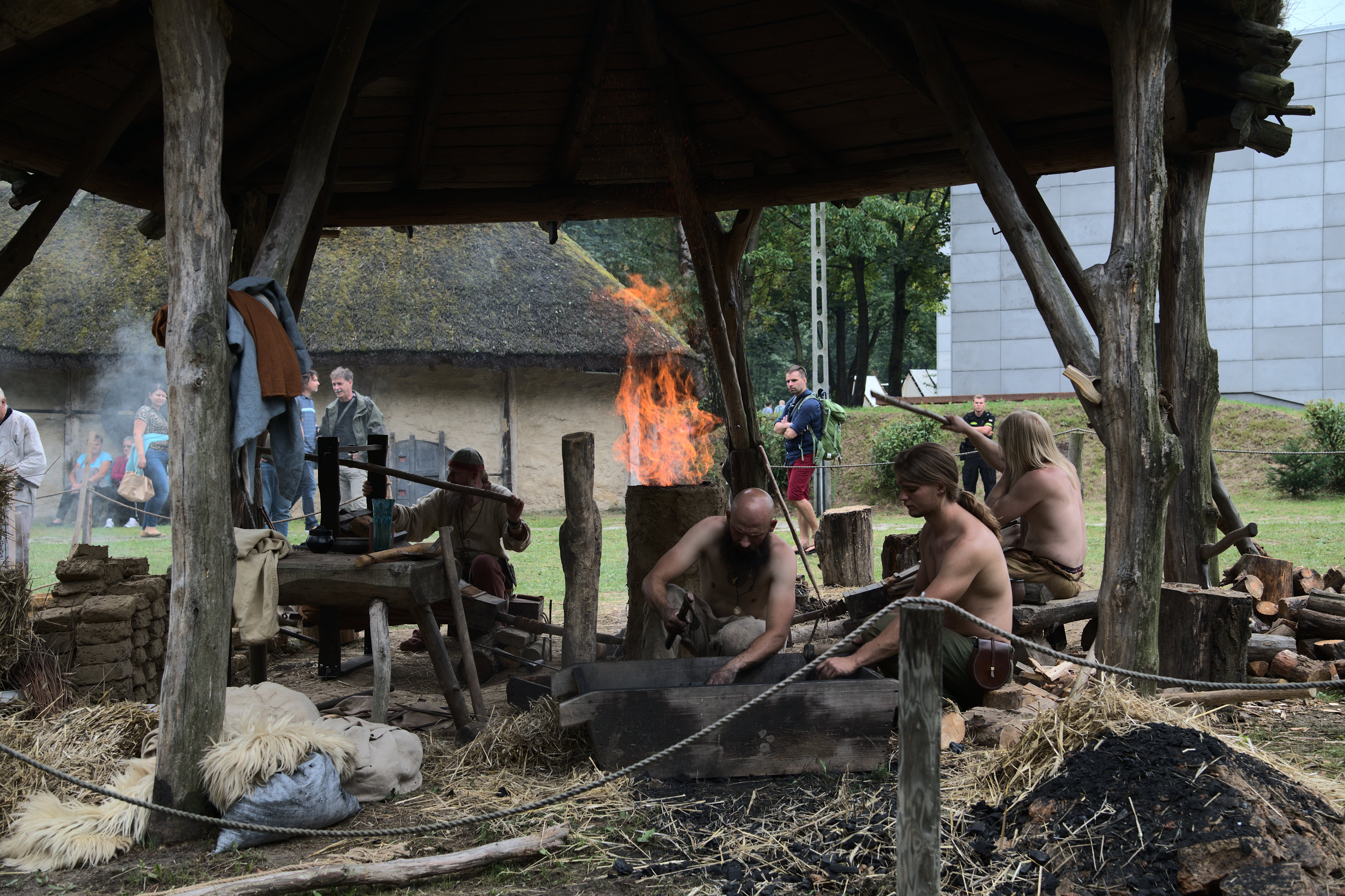
Dymarki Świętokrzyskie w Nowej Słupi

- Międzynarodowy Konkurs Pianistyczny im. Fryderyka Chopina
- Warszawska Jesień
- Przegląd Teatrów Małych Form „Kontrapunkt” w Szczecinie
- Festiwal Słowian i Wikingów w Wolinie
- Dymarki Świętokrzyskie w Nowej Słupi
- Zamojski Festiwal Kultury „arte, cultura, musica e…” w Zamościu
- Jazz Jamboree
- Sopot Festival
- Open’er Festival
- Krajowy Festiwal Piosenki Polskiej w Opolu
- Międzynarodowy Festiwal Wratislavia Cantans
- Międzynarodowy Festiwal Muzyki Sakralnej „Gaude Mater” w Częstochowie
- Gdański Jarmark św. Dominika
- Procesja Bożego Ciała w Spycimierzu koło Uniejowa
- Łarpia Sail Festival w Policach
- Międzynarodowy Festiwal Filmowy Nowe Horyzonty
- Wrocławski Festiwal Dobrego Piwa
- Wojna o krowę w Świdwinie i Białogardzie
- Festiwal Kapel i Śpiewaków Ludowych w Kazimierzu Dolnym nad Wisłą
- Pyrzyckie Spotkania z Folklorem w Pyrzycach
- Teatr-Akcje w Suwałkach

## Miejscowości turystyczne i uzdrowiska
Istnieją dziesiątki kurortów morskich na wybrzeżu Morza Bałtyckiego, m.in. Świnoujście, Kołobrzeg, Dąbki, Ustka i Sopot. W głębi Niżu Polskiego również znajdują się liczne uzdrowiska, jak Połczyn-Zdrój, Supraśl, Uniejów, Ciechocinek i Gołdap. Na wyżynach są to m.in. Nałęczów, Busko-Zdrój i Solec-Zdrój. Uzdrowiska górskie to Cieplice Śląskie-Zdrój, Kudowa-Zdrój, Wapienne, Iwonicz-Zdrój i wiele innych.
Wśród osób uprawiających sporty wodne najpopularniejsze są wybrzeże Morza Bałtyckiego, Kraina Wielkich Jezior Mazurskich, oraz naturalne i sztuczne zbiorniki wodne w innych częściach kraju, m.in. Zalew Szczeciński, Roztoka Odrzańska koło Polic, Trzebieży i Stepnicy (Zatoka Stepnicka), Zalew Kamieński i Zalew Wiślany, jezioro Dąbie w Szczecinie, Jezioro Myśliborskie w Myśliborzu, jezioro Drawsko w Czaplinku, Jezioro Maltańskie w Poznaniu, Jezioro Zegrzyńskie u ujścia Bugu do Narwi koło Serocka, Zalew Sulejowski między Sulejowem a Tomaszowem Mazowieckim, Jezioro Goczałkowickie w Goczałkowicach-Zdroju i Jezioro Solińskie koło Soliny.
W górach znajdują się ośrodki do uprawiania narciarstwa – w Sudetach: Karpacz, Szklarska Poręba, Zieleniec, Czarna Góra. W Karpatach ośrodki do uprawiania narciarstwa i turystyki pieszej to Zakopane, Szczyrk, Krynica-Zdrój, Ustroń, Wisła, Szczawnica i Krościenko nad Dunajcem. W Sudetach dużą popularnością cieszą się miejscowości Gór Opawskich: miasta Prudnik i Głuchołazy, a także wsie Jarnołtówek, Pokrzywna, Moszczanka i Wieszczyna w dolinie Złotego Potoku. Głównymi górskimi szlakami turystycznymi w Polsce są: Główny Szlak Beskidzki z Ustronia do Wołosatego (517 km), Główny Szlak Sudecki ze Świeradowa-Zdroju do Prudnika (440 km) i Główny Szlak Świętokrzyski z Gołoszyc do Kuźniaków (105 km).
Ofertę turystyczną na prowincji rozwijają małe miasta zrzeszone w międzynarodowym stowarzyszeniu Cittàslow. Należą do niego m.in. Bartoszyce, Pasym i Murowana Goślina.

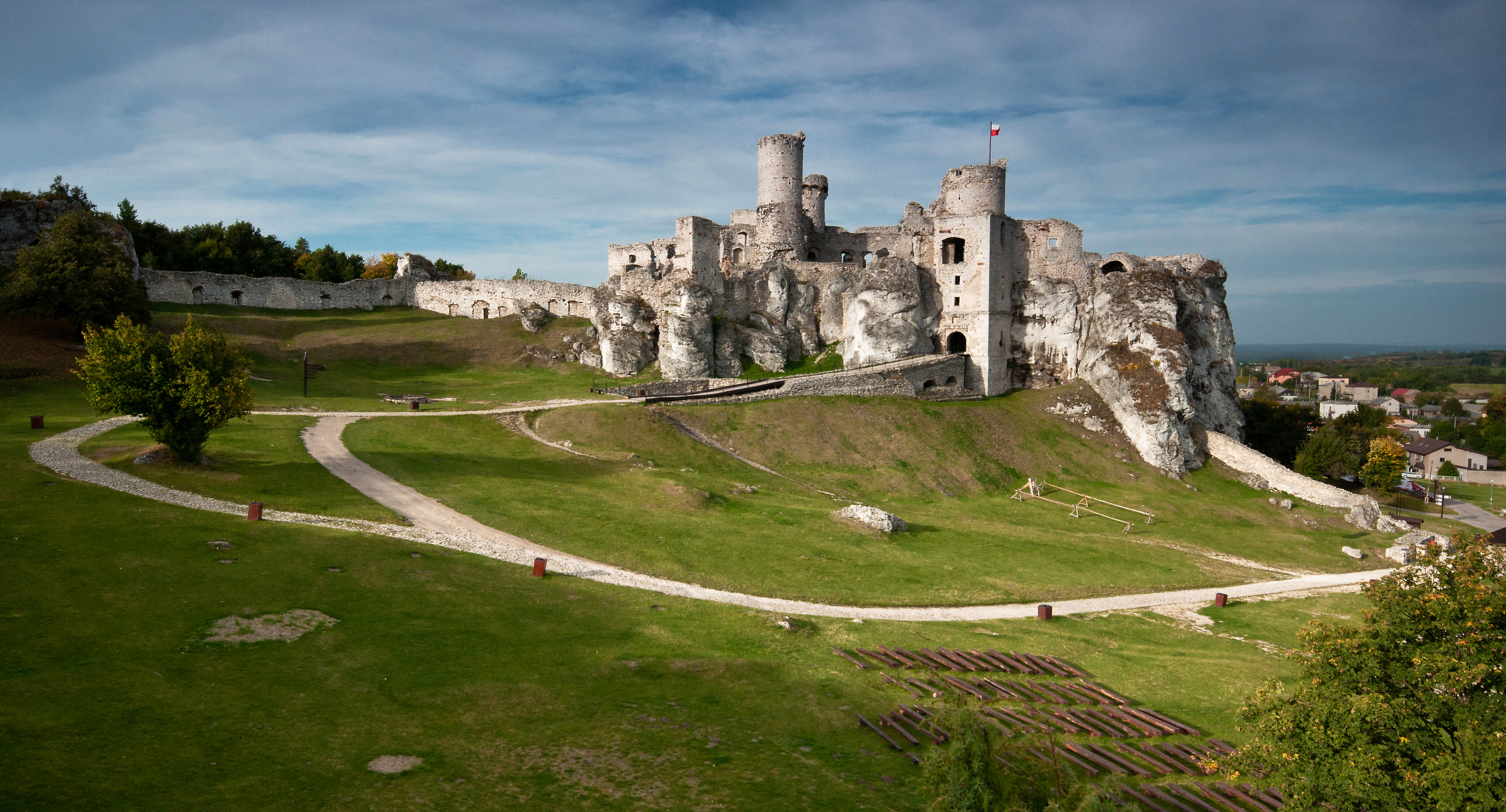
Zamek Ogrodzieniec w Podzamczu – widok od wschodu (XIV–XV w.)
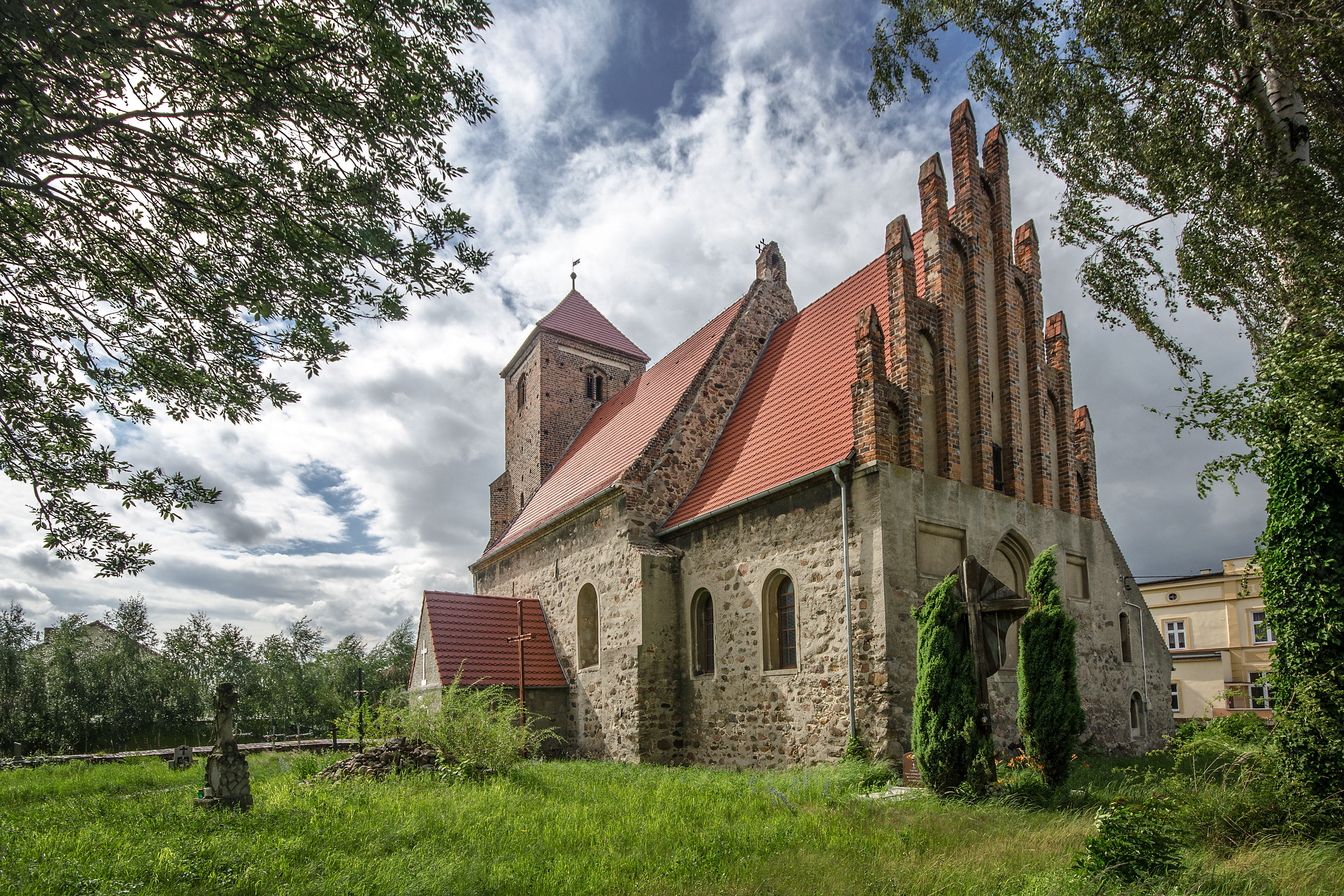
Nielubia, zespół kościoła fil. pw. św. Michała Archanioła (XV–XVI w.)
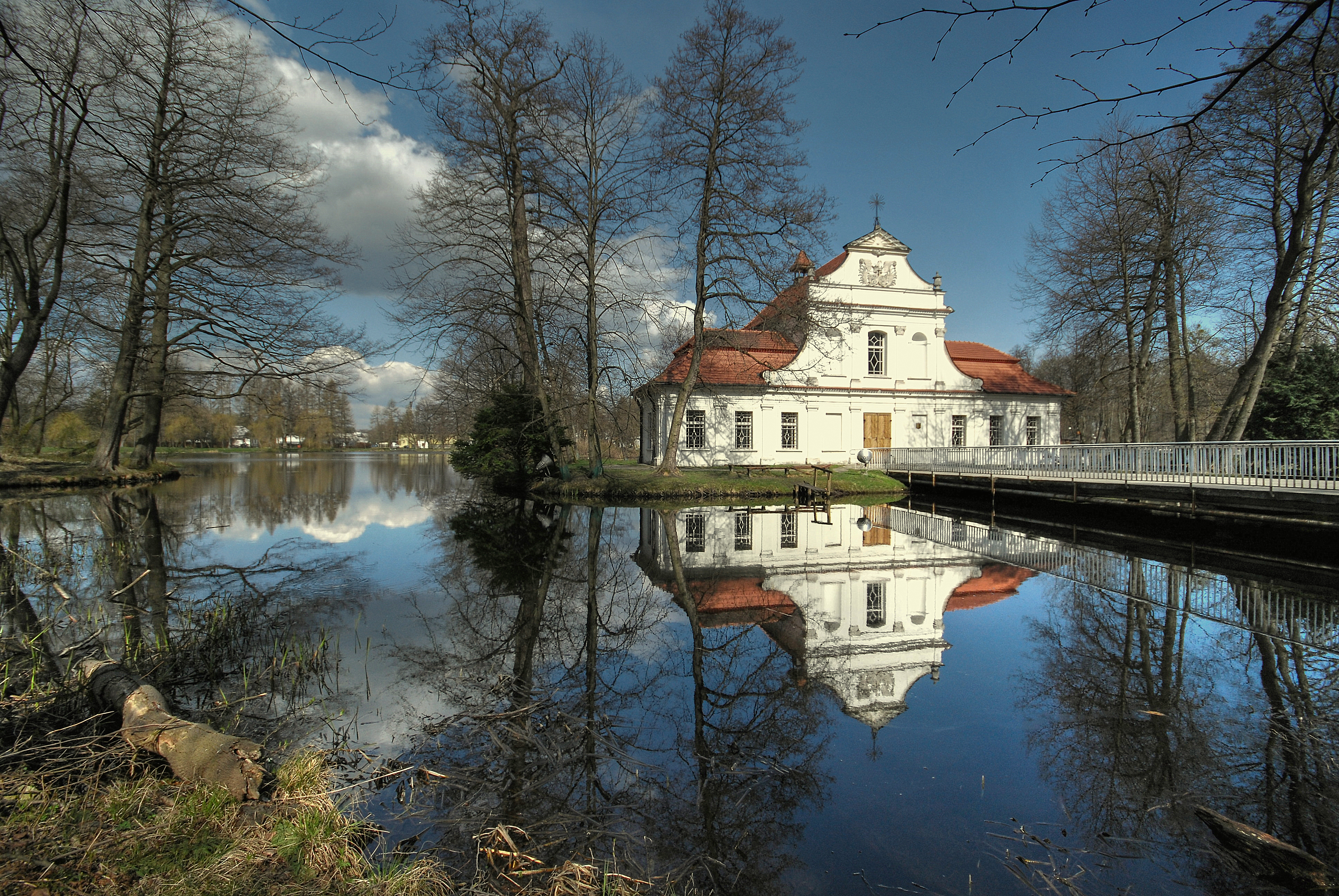
Zespół kościoła pw. św. Jana Nepomucena „Na Wyspie” (XVIII-XX w.), Zwierzyniec
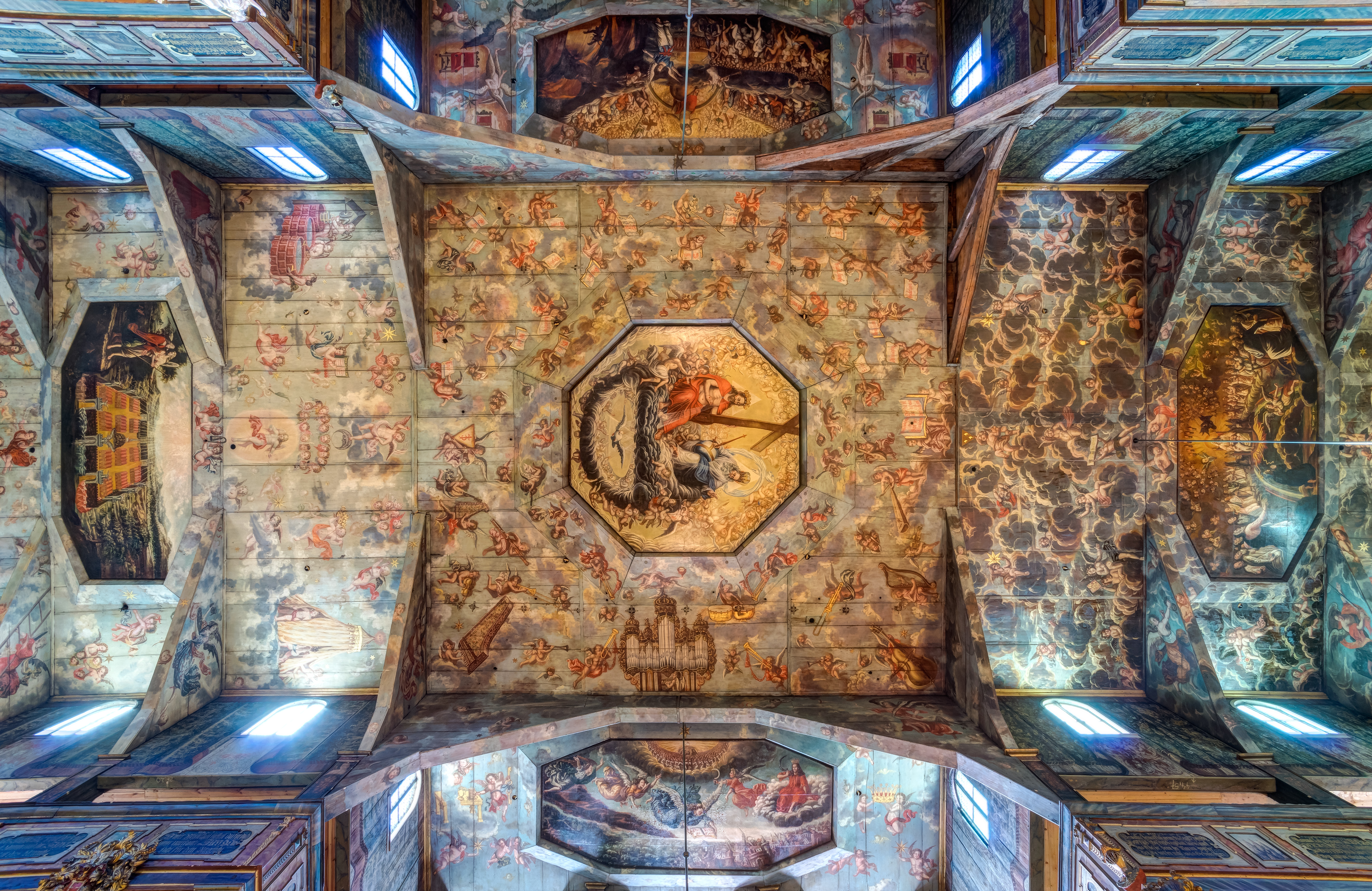
Sufit, Kościół Pokoju w Świdnicy (poł. XVII, XVIII)
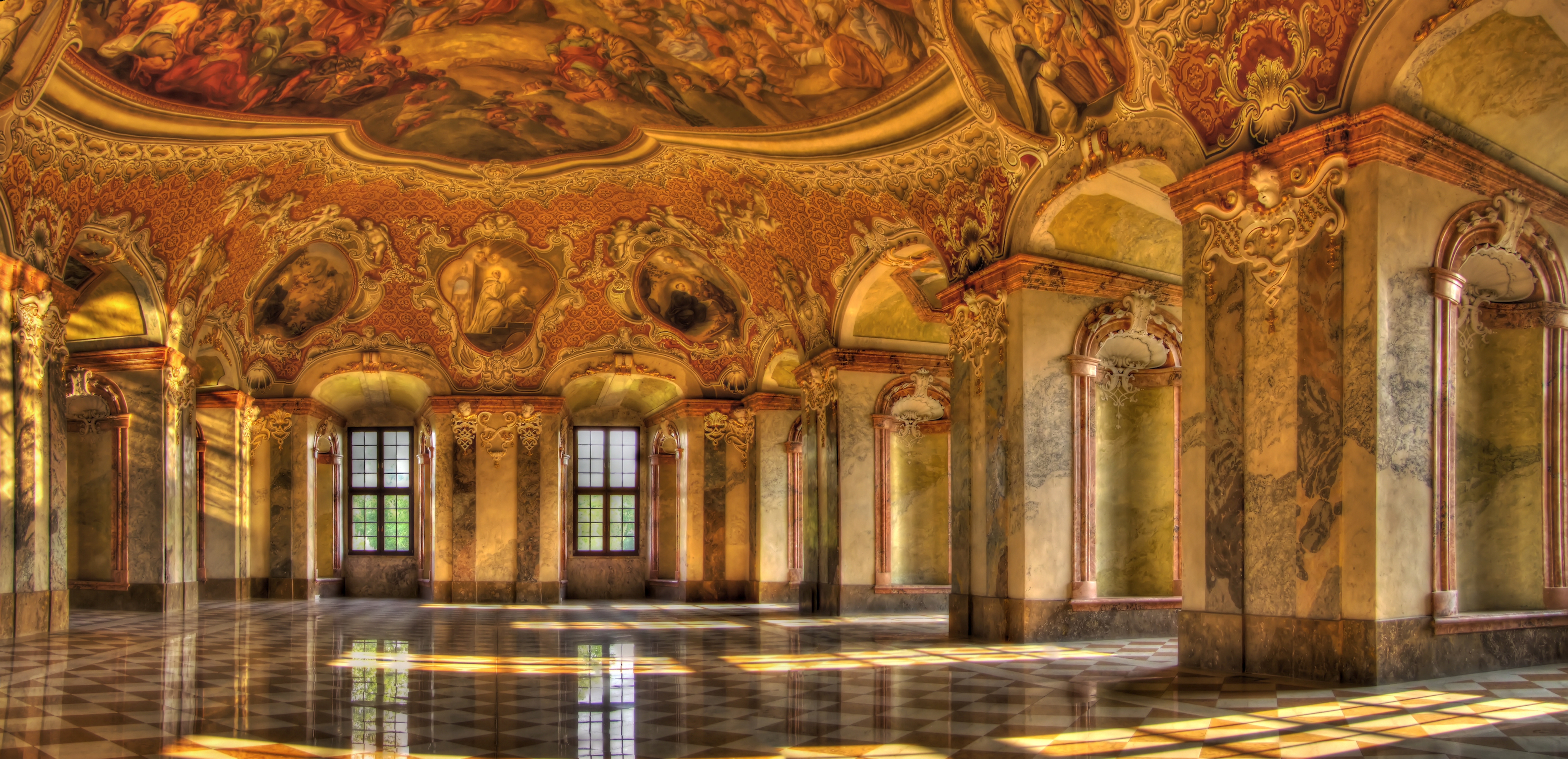
Zespół klasztorny cystersów: Lubiąż, Pl. Klasztorny, Wołów
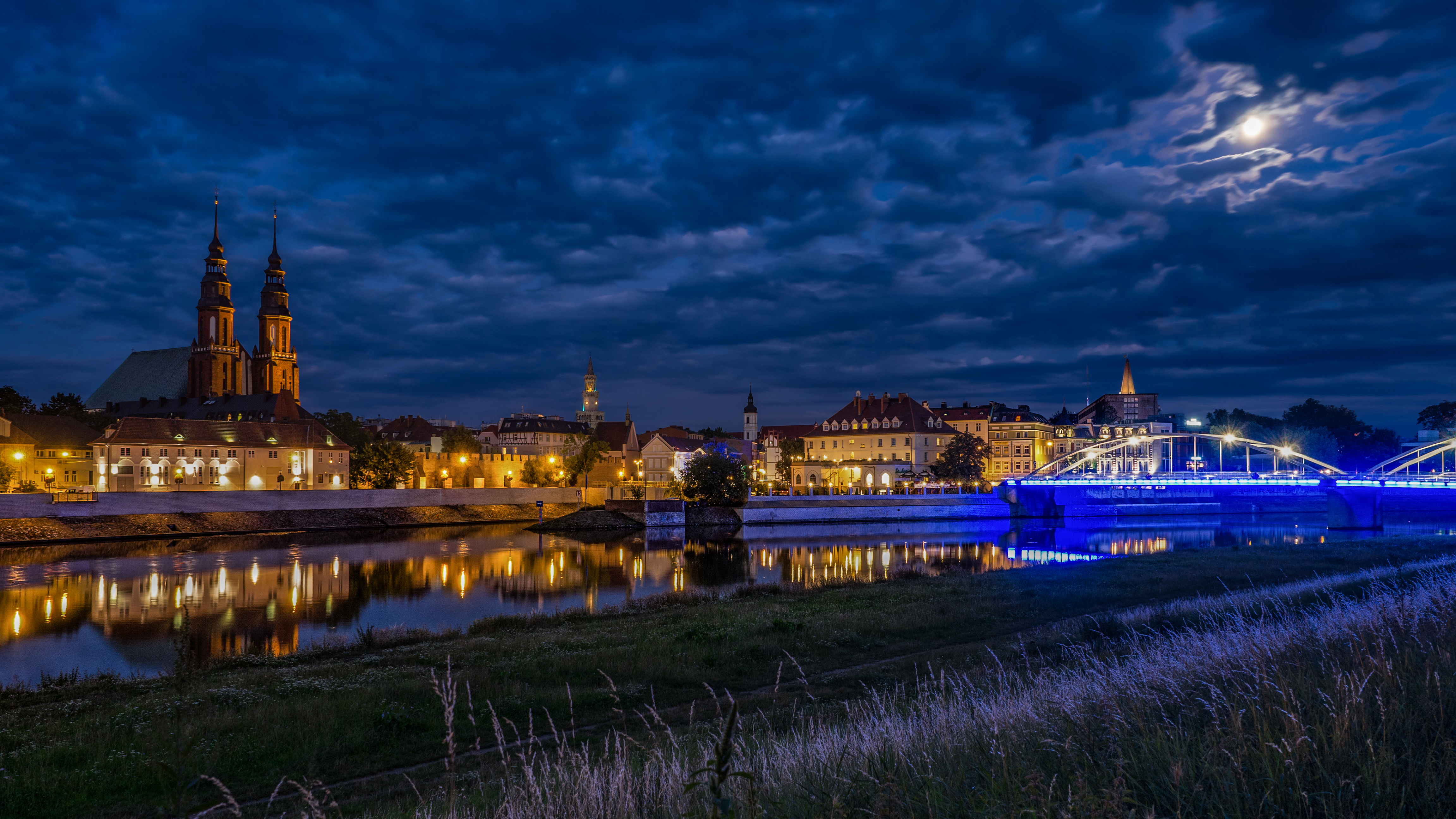
Opole, widok na Stare Miasto znad Odry
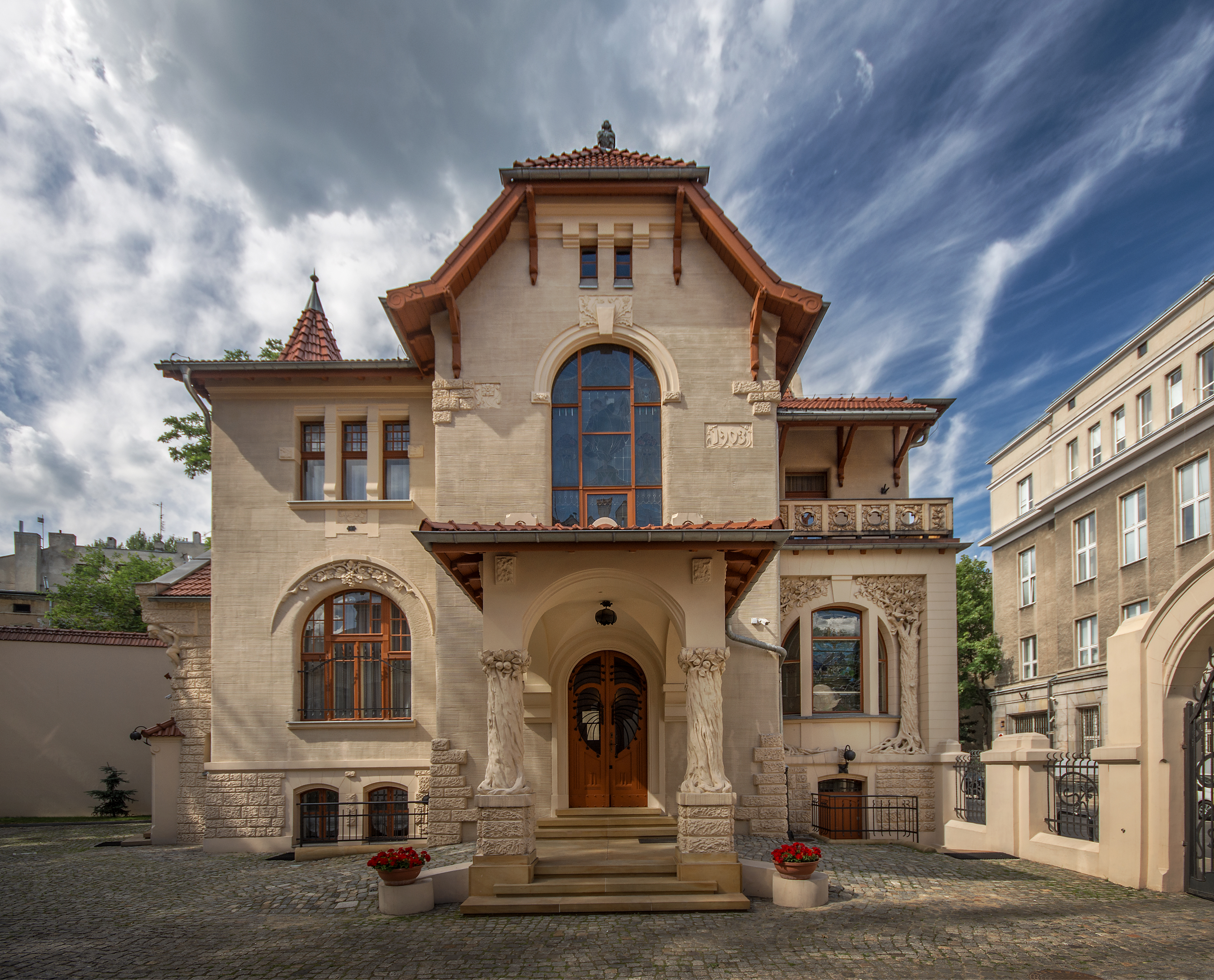
Łódź, willa Leopolda Kindermanna (ob. Galeria Willa), 1903
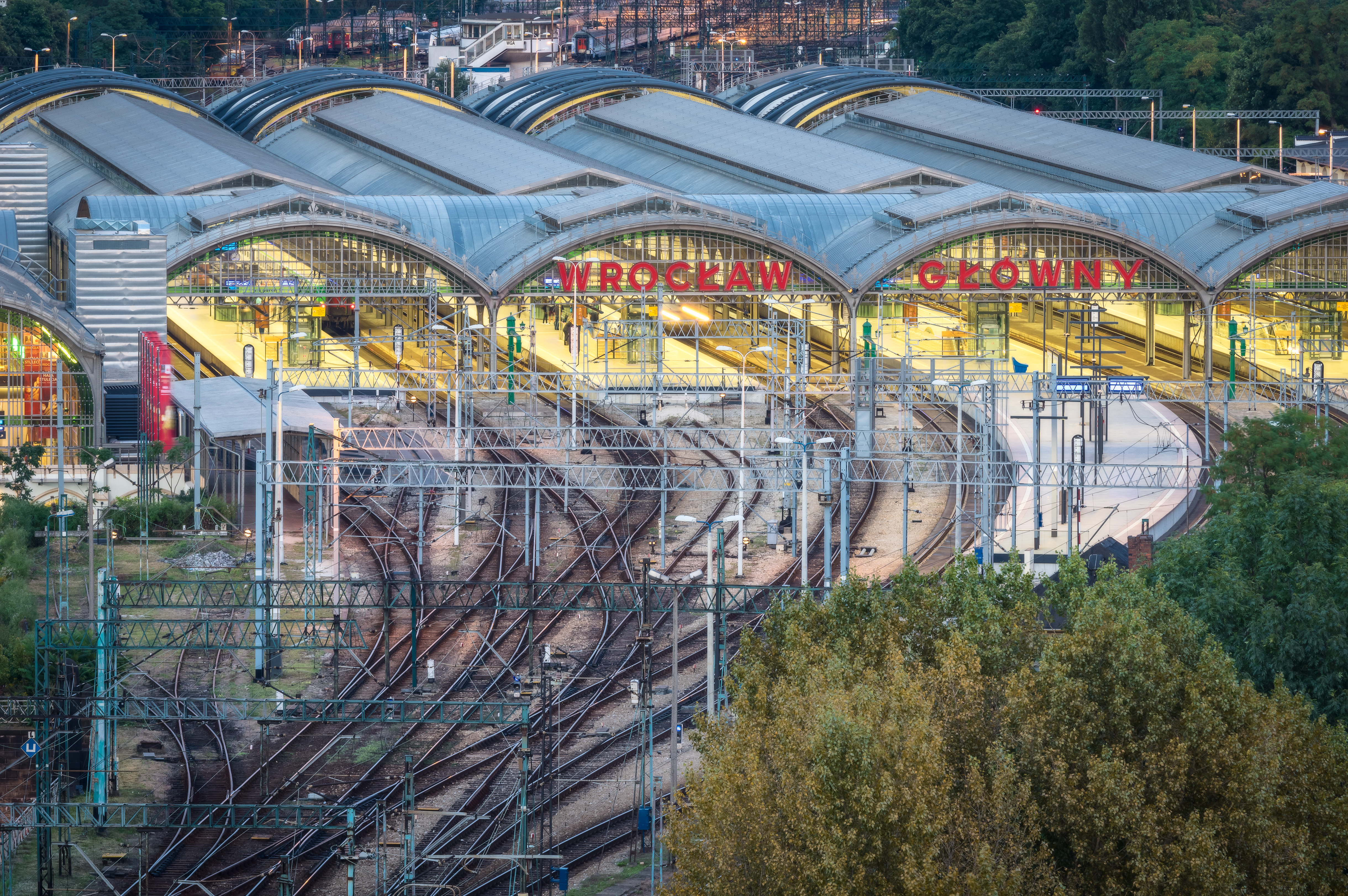
Perony na Dworcu Głównym we Wrocławiu
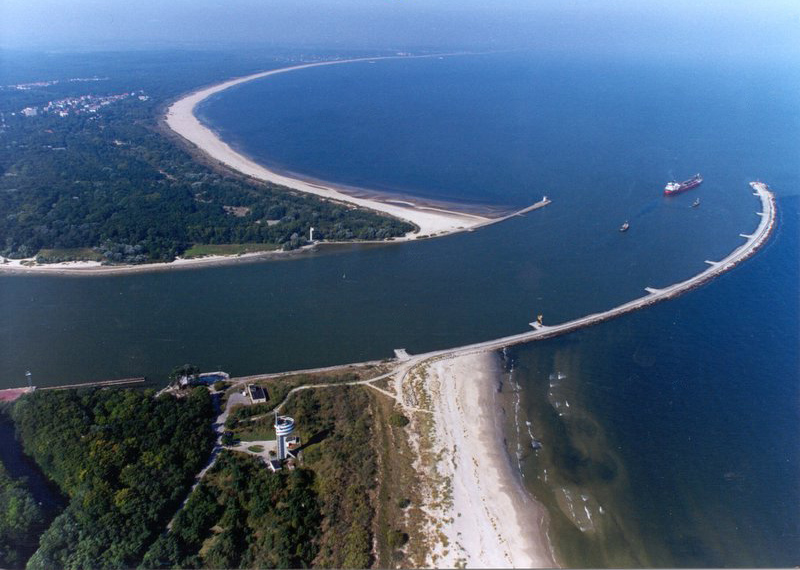
Świnoujście na wyspach Uznam i Wolin

## Turyści zagraniczni

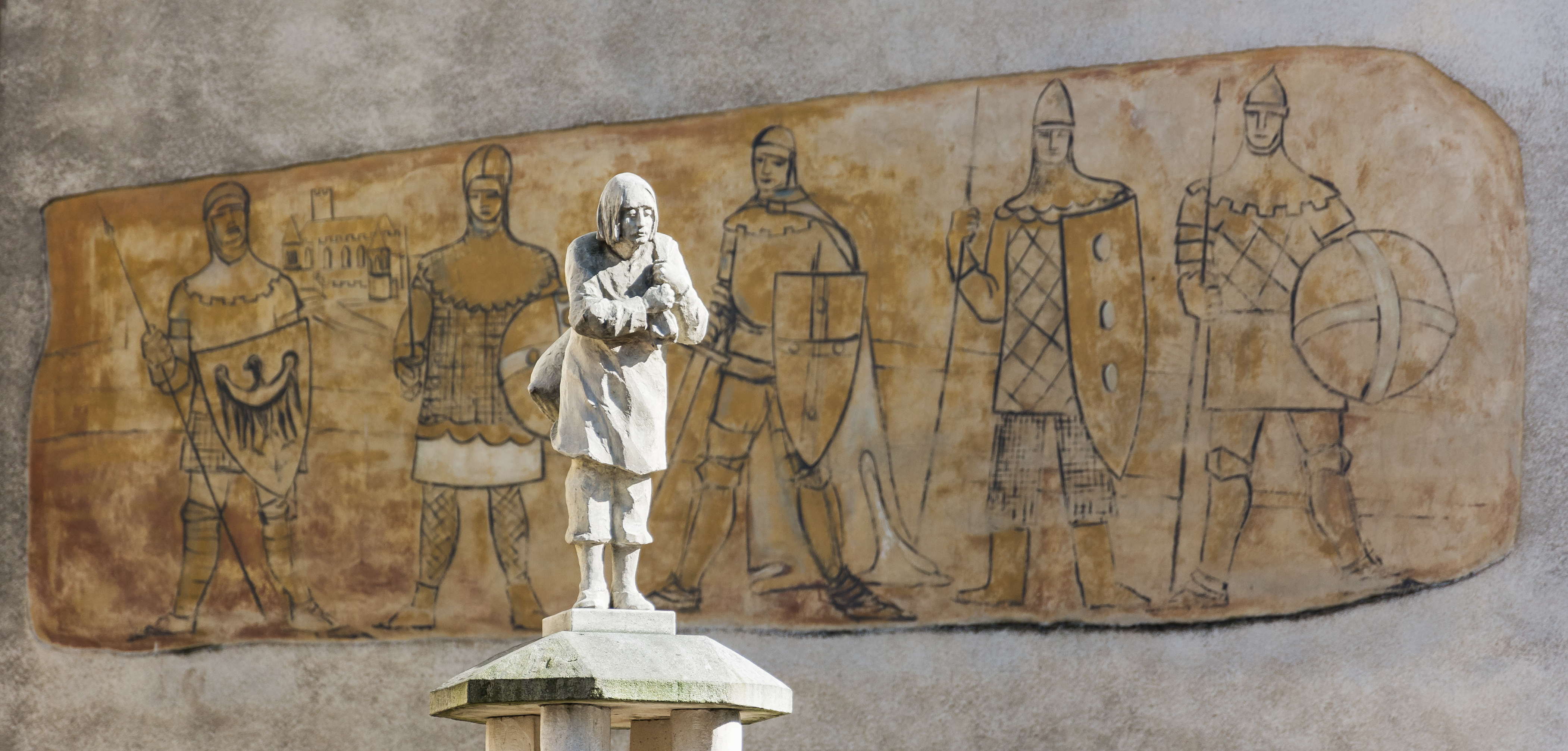
Pręgierz w Kłodzku

Korzystający z bazy noclegowej w Polsce w roku 2012:
|   | Narodowość      | Liczba osób (w tys.) |
| - | --------------- | -------------------- |
| 1 | Niemcy          | 1212,8               |
| 2 | Wielka Brytania | 367,3                |
| 3 | Ukraina         | 219,3                |
| 4 | Włochy          | 218,0                |
| 5 | Francja         | 195,9                |
| 6 | Białoruś        | 163,7                |
| 7 | Hiszpania       | 155,2                |

Źródło: Instytut Turystyki